# Ibirataia
Ibirataia is een gemeente in de Braziliaanse deelstaat Bahia. De gemeente telt 24.544 inwoners (schatting 2009).

## Aangrenzende gemeenten
De gemeente grenst aan Apuarema, Barra do Rocha, Gandu, Ipiaú, Itamari en Ubatã.